# Star Stable Online
A Star Stable Online (gyakran használt rövidített formában SSO, vagy simán Star Stable) egy ingyenesen letölthető lovas számítógépes játék. A Star Stable Entertainment AB fejlesztette ki. Székhelye a svédországi Stockholmban található. A játék a Starshine Legacy, a Star Academy és a Star Stable korábbi játéksorozatokon alapul,  és 2007-ben kezdték el fejleszteni. 2010-ben az SSE megvásárolta a játék jogait, és elkezdett fejleszteni egy fejlettebb online verziót, amely megtartotta a korábbi játékok legtöbb elemét.
Az SSO a legnagyobb lovas játék a világon, több millió játékossal. Több mint 130 országban és 14 nyelven érhető el, és Windows, Mac és iOS eszközökön játszható. A játék jelenleg svéd, angol, német, spanyol, norvég, francia, orosz, magyar, olasz, portugál, holland, lengyel, török, finn és dán nyelven érhető el.

## Története
A Star Stable Entertainment 2005-ben alakult meg. A Starshine Legacy, a Star Academy és a Star Stable megjelenése után egy új projekt kezdődött azzal a céllal, hogy egy online szerepjátékot hozzon létre a Star Stable sorozathoz. A munka évekig folytatódott, mielőtt a "starstable.com" megnyílt.
A játék dizájnja radikális fordulatot vett a munkafolyamatban. Az eredeti online játék kiadás előtti képernyőképeiből ítélve, amely soha nem fejeződött be, a játékosnak messziről kellett látnia avatárját, fenti nézetben. A következő megjelenés előtti képernyőképekkel, amelyeket néhány évvel később adtak ki, kiderült, hogy a dizájn fordulatot vett, hogy jobban hasonlítson az eredeti Star Stable játékokra. Silverglade falu volt az egyik legelső helyszín.
A Star Stable Online hivatalosan 2011 októberében jelent meg Svédországban. 2012 júniusában a játék világszerte elérhetővé vált, kezdetben svéd és angol nyelven jelent meg, majd később más nyelvű verziók is elérhetők voltak.

## Játékmenet
A Star Stable Online azoknak készült, akik mind a lovak, mind a kaland iránt rajonganak. A játékos képes több lovat gondozni, küldetéseket teljesíteni, versenyeken versenyezni, felfedezni Jorvik világát, beszélgetni más játékosokkal, új barátokat szerezni és még sok más szórakoztató dolgot csinálni.

## Háttér cselekmény
"Jorvik szigetét évszázadok óta rejtély övezi. A legenda szerint Jorvik egykor nem volt más, mint egy elhagyatott szikla a hideg, sötét tengerben, amíg egy varázslatos és viharos éjszakán le nem hullott egy csillag.
Egy lóháton ülő lány bukkant elő a halványuló lángok közül; Kecsesen lovagolt a viharos vízen - nyugalmat és csendet hagyva maga után -, kezében a fénnyel, és egy arany hárfával.
A lány és lova elérte a sivár, élettelen partokat, és a sziget kellős közepén letette fényét. Az élet hullámai végighaladtak a szigeten, és minden, ami  hideg és sötét volt, meleggé és világossá változott.
A legenda szerint Jorvik lovai különleges köteléket ápolnak a szigetlakókkal.
Mélyen a tenger alatt egy ősi gonosz erő, egy bizonyos Garnok pihen az idők kezdete óta. Aideen misztikus őrzői titokban azért harcolnak, hogy távol tartsák a sötétséget, és megvédjék Jorvikot azoktól, akik el akarják pusztítani annak fényét.
A kétségbeesés idején a Léleklovasok egy csapata lovagol, hogy megvédje a szigetet a gonosztól, amely el akarja pusztítani a világot. A jövendölések szerint egy bátor és vagány lány lóháton jelenik meg, hogy fényt és reményt hozzon azoknak, akik azt hiszik,  minden elveszett... Te vagy az a lány?" - Jorvik története.
A játékos feladata a játékban küldetések végrehajtása és Jorvik védelme a gonosztól, karakterekkel való találkozás és segítsésük, új területek feloldása. Mindeközben fejleszti lovaglási képességeit és erősíti a lovával való köteléket.

## Tudnivalók
- Az első szerver, az Air Star 2011. szeptember 26-án vált elérhetővé a svéd játékosok számára.
- A cselekmény néhány évvel a Starshine Legacy, a Star Academy és a Star Stable játékok után veszi kezdetét.
- A játék minden szerdán frissül.